# Dryudella pinguis
Dryudella pinguis är en stekelart som först beskrevs av Anders Gustav Dahlbom 1832.  Dryudella pinguis ingår i släktet Dryudella, och familjen Crabronidae. Arten är reproducerande i Sverige.